# Внешняя политика КНР
Китайская Народная Республика граничит с 14 государствами: Афганистаном, Бутаном, Мьянмой, Индией, Казахстаном, Кыргызстаном, Лаосом, Монголией, Непалом, КНДР, Пакистаном, Россией, Таджикистаном и Вьетнамом.

## Основные принципы
Китай придерживается пути мирного развития, отстаивает дипломатический курс «доброе обращение к соседним странам и рассмотрение соседей как партнёров».
Как отмечал в 2008 году министр обороны КНР генерал-полковник Лян Гуанле: "Какие бы изменения ни происходили в международной обстановке, Китай неизменно будет следовать по пути мирного развития".
Китай придерживается принципа невмешательства во внутренние дела других стран.
17 января 2011 заместитель председателя КНР Си Цзиньпин заявил, что первоочередной задачей внешнеполитической деятельности Коммунистической партии Китая является создание мирного и благоприятного международного климата для развития страны, в течение первых 20 лет XXI века. «Во внешних делах первоочередная и самая главная задача заключается в обеспечении и успешном использовании важных стратегических шансов для Китая» — сказал Си Цзиньпин.
10 июня 2021 года Всекитайское собрание народных представителей одобрило законопроект о контрмерах в ответ на санкции иностранных государств. Закон предусматривает принятие различных мер в отношении должностных лиц и организаций стран, оказывающих санкционное давление на Китай.

## Китай — Россия

### Пограничное урегулирование
Дополнительный протокол-описание российско-китайской государственной границы на её восточной части был подписан 21 июля 2008 года в Пекине.
Документ подписали глава МИД КНР Ян Цзечи и министр иностранных дел России Сергей Лавров, который находился в Китае с рабочим визитом.
Таким образом, между РФ и КНР окончательно урегулирована территориальная проблема, переговоры по которой длились более 40 лет, поставлена точка в пограничном размежевании между странами и завершено юридическое оформление общей границы.
В распространённом ранее сообщении МИД РФ отмечалось, что «вступление в силу соответствующих документов придаст дополнительный импульс развитию добрососедских связей между Россией и Китаем, в первую очередь — разнопланового сотрудничества приграничных районов двух стран».
Дополнительное соглашение между РФ и КНР о российско-китайской государственной границе на её восточной части было подписано в Пекине 14 октября 2004 года. Оно определяет прохождение границы на двух участках (в районе острова Большой в верховьях реки Аргунь (Читинская область) и в районе островов Тарабаров и Большой Уссурийский при слиянии рек Амур и Уссури вблизи Хабаровска).
Документ предусматривает решение пограничных вопросов на двух участках в соответствии с принципами взаимопонимания и взаимной уступчивости, взаимоприемлемости и сбалансированности, равноправия сторон. При этом территории обоих участков (около 375 км²) распределяются примерно пополам.
Начиная с 2005 года на восточной части российско-китайской границы велись работы по демаркации, которые недавно были полностью завершены, информирует «Интерфакс».

### Иммиграция китайских граждан в Россию
Одно из основных опасений на сегодняшний день — проблема стихийной и незаконной иммиграции китайских граждан на территорию России, особенно российского Дальнего Востока. Существует мнение, что если данная тенденция сохранится, то русские на дальнем востоке станут национальным меньшинством. Плотность населения и перенаселённость на китайской стороне границы являются сильной мотивацией для эмиграции: более ста миллионов человек живут в трёх провинциях Северо-Восточного Китая, в то время как по другую сторону границы российское население, проживающее на 6,2 млн квадратных километров Дальневосточного федерального округа, сократилось примерно с девяти миллионов в 1991 году до 6,2 млн в 2012 году.
Некоторые эксперты отмечают сильное завышение масштабов «китайской угрозы» в современных СМИ, научно-популярных передачах и выступлениях политиков, полагая, что реальные объёмы иммиграции из Китая пока не позволяют говорить о превращении русских на Дальнем Востоке в «национальное меньшинство» в обозримой перспективе. Тем не менее, по мнению некоторых русских демографов, число китайцев в России в 34 500 чел., по данным переписи, может представлять собой недоучёт, полагая более реальной оценку от 200 000 до 400 000. Например, по оценкам Жанны Зайончковской, руководительницы лабораторией миграции населения Национального экономического института прогнозирования Российской академии наук, в 2004 году общее количество китайцев в настоящее время в России в любой момент (резидентов или туристов) составляет около 400 000 человек.

### Использование природных ресурсов РФ
По мнению руководителей КНР, природные ресурсы планеты являются общим достоянием человечества, и потому должны справедливо распределяться между всеми заинтересованными сторонами. Бурный рост численности населения и экономики привёл к тому, что Китаю стало не хватать собственных ресурсов. Например, доля импортируемой нефти растёт, и в 2016 году достигла 2/3 от потребляемой. Реагируя на проблему, в новый (2015) закон о национальной безопасности включено положение о защите безопасности Китая в Арктике (богатой нефтью, газом и минеральными полезными ископаемыми). По мнению правительства, КНР является "околоарктическим" государством (near-Arctic State) и имеет законное право на использование ресурсов региона. Согласно, планируется использование нефти, газа и других ресурсов из арктических районов, в том числе севера РФ и её континентального шельфа. Обладание ими имеет для Китая критическое значение, позволяя продолжать экономический рост и сохранять внутреннюю политическую стабильность. Также планируется использование Северного морского пути для ускорения перевозки товаров в Европу и для участия КНР в развитии региона, включая добычу никеля и других минеральных полезных ископаемых на Кольском полуострове, и лесозаготовки в северных районах России.
КНР перешёл от закупки ледоколов за границей к их строительству на своих верфях. China General Nuclear Power Group планирует в 2025 г. завершить строительство самого большого в мире ледокола с двумя ядерными силовыми установками.

## Китай — США
Госсекретарь США Энтони Блинкен заявил, что администрация президента США Джозефа Байдена 22 марта 2022 г. вводит санкции против китайских чиновников, которых в Вашингтоне считают причастными к нарушениям прав и репрессиям в отношении религиозных и этнических меньшинств, как в самом Китае, так и за его пределами, «в том числе в США». В частности, обвинил Пекин в преследованиях уйгурских активистов, назвав «геноцидом и преступлением против человечности» политику Китая в Синьцзян-Уйгурском автономном районе.
В ноябре 2023 года председатель КНР Си Цзиньпин в рамках проведения саммита АТЭС провел переговоры с президентом США Джозефом Байденом, в ходе которых стороны обсудили двусторонние отношения между странами. Так, Си Цзиньпин заявил, что США и Китай должны предпринимать совместные усилия по недопущения конфликта между государствами, так как последствия будут «невыносимыми для всего мира». Также председатель КНР потребовал прекратить поставки оружия на Тайвань и отметил, что Пекин готов к возвращению Тайваня под свою юрисдикцию силовым способом. Кроме того, лидеры стран договорились о восстановлении контактов в военной сфере.

## Китай — Индия
Между Китаем и Индией имеются неразрешённые территориальные споры, Индия претендует на регион Аксайчин, находящийся с 1962 года под контролем КНР. В свою очередь, Китай оспаривает принадлежность принадлежность Индии штата Аруначал-Прадеш.
В апреле 2005 года в ходе визита в Индию премьера Госсовета КНР Вэнь Цзябао по итогам его переговоров с индийским премьер-министром Манмоханом Сингхом стороны объявили об установлении между странами «стратегического партнёрства».
Китай использует этот термин для характеристики отношений с внешнеполитическими партнёрами — например, с Россией и Евросоюзом, Йеменом и др.
Проблемы в двусторонних отношениях также касаются развивающегося военно-технического сотрудничества Китая с Пакистаном и активности на индийской территории тибетских эмигрантских организаций, выступающих за отделение Тибета от КНР. Индия предоставила тибетскому духовному лидеру — Далай-ламе убежище после поражения антикитайского народного восстания в Тибете в 1959 году.
В 2012 году в Мумбаи прибыл министр обороны КНР Лян Гуанле. Он обсудил с индийцами проблему безопасности в Южной Азии в свете предстоящего ухода НАТО из Афганистана. Китайские агентства предполагают, будет достигнута договорённость о проведении совместных военных учений. Целью учений, по одной из версий, будет борьба с угрозой проникновения террористов из Пакистана и Бангладеш.
В 2020 году в Ладакхе произошло вооружённое столкновение Индии и Китая с участием более тысячи человек с обеих сторон. 
По состоянию на июнь 2025 года, несмотря на конфликты и пограничную напряжённость, страны продолжают вести активные политические и экономические отношения.

## Китай — Бутан
Двухсторонние отношения между Бутаном и Китайской Народной Республикой традиционно были напряжёнными, и они не поддерживают официальных дипломатических отношений. Китай разделяет с севером Бутана общая граница длиной 470 км, и территориальные споры являются источником потенциальных конфликтов. С 1980-х годов правительства этих стран регулярно проводят переговоры по пограничным вопросам и вопросам безопасности, направленные на снижение напряжённости.

## Китай — Пакистан
В апреле 2005 года премьер Госсовета КНР Вэнь Цзябао в ходе визита в Исламабад заключил двусторонний Договор о дружбе, добрососедстве и взаимной помощи. В своё время КНР создал в Пакистане целый ряд военных предприятий и даже, по слухам, способствовал осуществлению ядерной программы Пакистана. В перспективе планируется построить нефтепровод от побережья Аравийского моря до китайского Синьцзяна, обеспечив таким образом доставку нефти в Китай в обход узкого Малаккского пролива.
Китай поддерживает намерение Пакистана стать полноправным членом ШОС.

## Китай — Япония

### 2005 год
Начало 2005 года характеризовалось резким обострением отношений между КНР и Японией, вызванным недовольством Китая позицией Японии по Тайваню (правительство Дзюнъитиро Коидзуми впервые после Второй мировой войны открыто поддержало позицию США, объявив, что выступает против попыток изменить ситуацию в Тайваньском проливе с помощью силы), посещениями японского премьер-министра Дзюнъитиро Коидзуми храма Ясукуни, где захоронен прах японских военных преступников, а также изданием в Японии нового учебника истории, оправдывающего агрессивную экспансию Японии в 1930—1940-е годы, и стремлением Японии добиться места постоянного члена Совета Безопасности ООН. Не меньшее беспокойство в Пекине вызывают планы Токио создать при содействии США собственную систему противоракетной обороны. Создание этой системы, считают в КНР, будет направлено в первую очередь против неё.
По мнению специалистов, установленные в 1972 году в результате взаимного дипломатического признания отношения между КНР и Японией оказались отброшены на беспрецедентно низкий уровень.
Начиная с 2002 года, Япония и Китай открыто соперничали в вопросе о строительстве так называемого «Восточного нефтепровода» из Восточной Сибири на Дальний Восток. Китай пытался пролоббировать маршрут, заканчивавшийся на российско-китайской границе (в этом случае весь экспортный объём направлялся бы в Китай), а Япония настаивала на том, что этот нефтепровод должен заканчиваться на российском побережье Тихого океана. В конце концов российское руководство выбрало второй вариант, что ударило по интересам КНР.
- 23 апреля на встрече между председателем КНР Ху Цзиньтао и Коидзуми в кулуарах международного афро-азиатского саммита в Джакарте (Индонезия) стороны выявили готовность преодолеть возникшие трения. Коидзуми принёс извинения всем участникам форума за все те страдания, которые причинила его страна многим народам «в годы колониального правления и агрессии», а Ху Цзиньтао пообещал забыть обиды, если японское правительство будет впредь руководствоваться программой из предложенных им «пяти принципов», которые фактически предусматривали пересмотр японской позиции.
- В мае 2005 года заместитель премьера Госсовета КНР У И неожиданно прервала свой визит в Японию, отказавшись встретиться с японским премьером Дзюнъитиро Коидзуми. Этот демарш был вызван намерением Коидзуми в очередной раз посетить храм Ясукуни, где поклоняются душам 2,5 млн японских воинов, павших за свою страну, в том числе и 14 главных японских военных преступников, казнённых в 1948 года по приговору Токийского международного трибунала. Последнее такое посещение состоялось в январе 2004 года.
Отмена запланированной встречи вызвала дипломатический конфликт. Пекин, как считают в Токио, стремится создать вокруг Японии «обстановку скандала», продемонстрировав, что её отношения с соседями не урегулированы и тем самым помешать повышению международного статуса своего извечного «стратегического соперника».
- 8 декабря Китай отказался от участия в трёхсторонней встрече с представителями Японии и Южной Кореи, которая должна была пройти 14 декабря в Малайзии после завершения ежегодного саммита Ассоциации стран Юго-Восточной Азии (АСЕАН). В качестве причины отказа было названо регулярное посещение японским премьер-министром Дзюнитиро Коидзуми храма Ясукуни.
- 22 декабря министр иностранных дел Японии Таро Асо заявил: «Увеличение военного бюджета Китая представляет угрозу для соседних стран… У этой страны по соседству есть ядерное оружие, и затраты Китая на оборону неуклонно повышаются в течение 12 лет. Это начинает представлять серьёзную угрозу».
Это заявление вызвало в Китае крайне негативную реакцию.

### 2007 год
- В ходе визита в Дели летом этого года премьер-министр Японии Синдзо Абэ призвал Индию присоединиться к формируемому альянсу Японии, США и Австралии, направленному на сдерживание КНР.
- В конце августа состоялся визит в Японию министра обороны КНР Цао Ганчуаня, призванный снизить взаимные подозрения Китая и Японии в отношении их военных планов. Генерал Цао Ганчуань, в частности, заявил, что модернизация вооружённых сил КНР имеет оборонительные цели, а также связана с «ситуацией вокруг Тайваня», возникшей в результате включения зоны Тайваня в сферу общих оборонных интересов США и Японии в феврале 2005 года. Министр обороны Японии Масахико Комура, со своей стороны, попытался снять опасения КНР по поводу системы ПРО, в создании которой принимает участие и Япония. Стороны также обсудили пути решения ядерной проблемы КНДР.

### Антияпонские протесты в Китае
Многотысячные антияпонские протесты охватили Китай в апреле 2005 года, когда в Токио вышло новое издание школьных учебников истории, где, по мнению китайских властей, недостаточно полно освещалась история японского вторжения в Китай и частичной оккупации страны в 1931—1945 годах, вторжение японской армии в Китай названо «вступлением» в неё, и даётся лишь беглое упоминание о событиях 1937 года, широко известных как «Нанкинской резни», жертвами которой, по мнению китайской стороны, стали 300 тыс. мирных жителей захваченного японской армией Нанкина — столицы Китайской Республики. В ходе протестов и погромов значительный ущерб был нанесён японским компаниям и дипломатическим представительствам в 11 крупнейших городах Китая (Пекин, Гуанчжоу, Шэньчжэнь, Шанхай, Чэнду и др.). При этом Пекин не только не пожелал принести Токио извинения, но и дал понять, что извиняться должна Япония, до сих пор не раскаявшаяся в преступлениях, совершённых в годы войны.
Массовые выступления населения приняли беспрецедентно широкий размах. Их участники требуют не допустить постоянное членство Японии в Совете Безопасности ООН. Интернет-сайт китайского движения против приёма Японии в постоянные члены СБ ООН собрал свыше 22 млн подписей.

### Территориальные споры
Между КНР и Японией существуют территориальные споры в отношении необитаемого архипелага Сэнкаку (Дяоюйдао) в Восточно-Китайском море.
16 сентября 2012 года отношения Китая и Японии обострились после того, как в Китае начались массовые акции протеста против «национализации» Японией островов, которые КНР считает своей территорией. Антияпонскими демонстрациями с участием нескольких тысяч человек охвачены Шанхай, Гуанчжоу, Циндао и Чэнду.
Позже тысяча китайских рыболовецких судов направились к находящимся под контролем Японии островам Сенкаку. В тот же день министерство иностранных дел КНР объявило, что китайское правительство готово подать часть документов относительно внешней границы континентального шельфа за пределами 200-мильной морской зоны в Восточно-Китайском море Комиссии ООН по границам континентального шельфа, созданной на основе Конвенции ООН по морскому праву.
Официальные СМИ и близкие к властям политологи регулярно требуют пересмотра статуса всей Окинавы, до своего вхождения в состав Японии поддерживавшей тесные связи с Китаем.
«Китай не должен бояться вступить в противостояние с Японией для подрыва её территориальной целостности», — говорит газета Global Times, снискавшая репутацию рупора китайских «ястребов». На эту же тему неоднократно высказывался генерал-майор Цзинь Инань, возглавляющий один из главных мозговых центров Минобороны КНР — Институт стратегических исследований.

## Китай — КНДР
КНР рассматривает северокорейский режим как дружественный. Именно КНР фактически спасла его в ходе Корейской войны 1950—1953 годов.
КНР с августа 2003 года принимает участие в шестисторонних переговорах по ядерной программе КНДР с участием КНДР, США, России, Южной Кореи и Японии (см.: Ракетно-ядерная программа КНДР).
В марте 2005 года председатель КНР Ху Цзиньтао дал заверения, что Пекин выступает за безъядерный статус Корейского полуострова и поддерживает американское требование о проведении нового раунда переговоров, прерванных в 2004 Северной Кореей.
В то же время КНР отказывается уступать США с точки зрения оказания давления на Пхеньян путём прекращения поставок нефти и угля.

## КНР и Тайвань
КНР претендует на суверенитет над островом Тайвань (Китайской Республикой) и несколькими прилегающими островами, куда после победы коммунистической партии в 1949 году бежало свергнутое гоминьдановское правительство Чан Кайши.
Главное опасение, которое вызывает тайваньский вопрос, — это перспектива силового решения проблемы. В течение шестидесяти лет Китай и Тайвань наращивали свой военный потенциал, кроме того Тайвань заручился военной поддержкой США. Перспектива военного столкновения то назревала, то уходила на второй план в разные периоды времени, это напрямую зависело не только от политических шагов Пекина и Тайбэя, но и Вашингтона.
С приходом новой администрации на Тайване и в США, начался новый виток отношений, которые уже имеет другую тональную окраску. Президент Ма Инцзю, в отличие от предшественника, начал проводить политику взаимодействия с КНР, президент Барак Обама тоже шёл на сближение с КНР, исходя из сложившихся объективных реалий. На текущий момент, можно предположить, что на первом месте во внешнеполитической стратегии США находится экономическое и политическое сотрудничество не только с Тайванем, но всё в большей степени с КНР.

## Тибетский вопрос
По версии Запада Китай оккупировал территорию независимого государства Тибет в 1950 году. Однако по версии КНР Китай лишь восстановил свой государственный суверенитет грубо нарушенный в ходе Британо-Китайской войны 1903—1904 годов завершившейся взятием британским экспедиционным корпусом Лхасы и бегством далай-ламы XIII в Монголию, а также последовавшем 24 марта 1914 года Делийским сговором, превратившим последующую Симлскую конференцию в фарс, незаконно утвердивший не признанную Китайской Республикой, а впоследствии КНР, «оккупационную „линию Мак-Магона“», отторгнувшую колониальной Британской Империей его исконный вассалитет.

## Треугольник Москва — Дели — Пекин

### Идея и её развитие
Идею создания стратегического треугольника Россия — Индия — Китай первым из известных политических деятелей выдвинул ещё в 1998 году российский премьер-министр Евгений Примаков. Не в состоянии остановить готовившуюся операцию НАТО против Югославии, Примаков призвал к сотрудничеству трёх стран как своего рода противодействию однополярности в мире. Потребовалось, однако, несколько лет для того, чтобы это предложение было поддержано дипломатами.
Первые трёхсторонние встречи в этом формате состоялись в Нью-Йорке в период сессий Генеральной Ассамблеи ООН в 2002 и 2003 годах, а в 2004 году — в Алма-Ате в ходе Совещания по взаимодействию и мерам доверия в Азии.
В июне 2005 года встреча министров иностранных дел России, Китая и Индии впервые состоялась на территории одного из трёх государств «треугольника» — во Владивостоке.

### Общие и частные интересы
Взаимодействие трёх государств, суммарное население которых составляет 40 % населения земного шара, позволяет повысить международный вес каждой из них. Судя по заявлениям лидеров трёх стран, их сотрудничество не направлено против кого бы то ни было, но в то же время оно призвано сделать мир многополярным и способствовать демократизации миропорядка.
Каждое из государств, по-видимому, преследует, помимо общих, ещё и индивидуальные интересы:
- Индия и Китай рассчитывают получить доступ к российским энергоносителям — нефти и газу;
- Россия подчёркивает важность практического сотрудничества в борьбе с международным терроризмом, наркотрафиком и другими новыми угрозами (особенно в зоне, прилегающей к территории всех трёх стран, — в Центральной Азии, поскольку возможное усиление исламского экстремизма в этом регионе способно ударить по каждому из трёх государств);
- Индия рассчитывает на поддержку её стремления стать постоянным членом Совета Безопасности ООН; Россия и Китай согласны, что ООН нуждается в реформах; предполагается, что к сентябрьской сессии ООН три государства выйдут с совместными предложениями.
- Индия стремится войти в Шанхайскую организацию сотрудничества (ШОС) и играть более активную роль в Центральной Азии.

### Достижения
Сотрудничество в рамках «треугольника» уже позволило начать процесс нормализации отношений между Китаем и Индией и урегулирования пограничных проблем (см. ниже). Полностью урегулированы пограничные вопросы между Китаем и Россией (см. выше).

### «Треугольник» и США
Наблюдатели указывают на то, что партнёрство трёх государств организационно пока никак не оформлено и, возможно, не примет чётких международно-правовых форм, поскольку это означало бы образование альтернативного США центра силы в Азии и неминуемо вызвало бы их негативную реакцию. Однако, стоит указать, что партнёрство Китая, России и Индии осуществляется в рамках организации БРИКС.
Но такое партнёрство затрудняется тем, что в настоящее время ни одному из трёх государств этого по разным причинам не хотелось бы.
Причины:
- Россия рассматривает США как партнёра в борьбе с распространением ядерного оружия и за поддержание стратегической стабильности в мире, а поэтому, несмотря на активизацию США на постсоветском пространстве, Россия отказывается открыто этому противодействовать.
- Для Китая США представляют собой обширный рынок сбыта товаров и источник внешних инвестиций. Китай болезненно реагирует на планы США поставить новейшие вооружения Тайваню, но при этом не добивается сворачивания американского военного присутствия в Восточной Азии, поскольку оно сдерживает усиление военной мощи Японии.
- Отношения между Индией и США вышли на новый уровень. США практически отменили санкции, которые были наложены на Индию за проведение ею ядерных испытаний. Теперь США предлагают Индии сотрудничество в сфере мирного использования ядерной энергии, освоения космоса, высоких технологий и даже в области ПРО.

Провозглашение 1 октября 1949 года Китайской Народной Республики ещё более ужесточило позицию США к распространению коммунистического влияния в Азии
Осенью 2001 года, после террористической атаки 11 сентября, приоритеты американских политиков в отношении Тайваня начинают меняться. Роль Китая в контексте войны против терроризма значительно возрастает, и Вашингтон оказывается перед необходимостью сохранять и развивать хорошие отношения как с Тайванем, так и с КНР. Кроме того, обостряется проблема ядерного оружия в Северной Корее, что заставляет США искать поддержки у Китая. В таких условиях треугольник Китай — Тайвань — США становится весьма нестабильным, и залогом нестабильности стала непоследовательная политика Соединённых Штатов.

## Международные организации и региональное сотрудничество

### ООН
Китай — первоначальный член ООН, постоянный член Совета Безопасности ООН.
С момента создания ООН, Китай был представлен Китайской Республикой, с 1949 года контролирующей только Тайвань. 25 октября 1971 года Генеральной Ассамблей ООН была принята Резолюция 2758, передавшая представительство Китая Китайской Народной Республике.

### Шанхайская организация сотрудничества
Шанхайская организация сотрудничества (ШОС) — международная региональная организация, созданная на территории бывшего СССР.
Страны-участницы ШОС — Казахстан, Кыргызстан, Россия, Таджикистан, Узбекистан, КНР.
Деятельность организации началась с двустороннего формата отношений между Россией и Китаем в 1996 году. В тот же год к ШОС присоединились Таджикистан, Кыргызстан, Казахстан, а в 2001 году — Узбекистан. Это единственное региональное образование на территории бывшего СССР, в которое помимо стран СНГ входит Китай.
Шанхайская организация сотрудничества создавалась как лига коллективной безопасности. Первоначально приоритет в рамках организации отдавался сотрудничеству в сфере безопасности, в том числе борьбе с терроризмом, наркобизнесом и т. д. Постепенно, однако, на первый план стало выходить торгово-экономическое взаимодействие.
Китай рассматривает страны ШОС как перспективный рынок сбыта и хотел бы сформировать здесь общее экономическое пространство. Именно Китай в настоящее время выступает как основной двигатель торгово-экономического сотрудничества в рамках ШОС. Пекин демонстрирует заинтересованность в инвестировании значительных финансовых средств в экономические проекты на территории государств-участников. В этих целях планируется создать Китайский фонд экономического развития, а также Ассамблею спонсоров ШОС из числа финансистов и деловых людей Шанхая.
Москва же опасается, что Китай установит экономическую гегемонию в постсоветской Азии, и делает всё возможное для того, чтобы блокировать интеграционные предложения Пекина. Россия предпочитает договариваться о свободном движении товаров, услуг, капиталов, рабочей силы лишь с равными или отстающими по экономическому развитию странами СНГ. Китай, предлагающий дешёвые товары и рабочую силу, к таковым явно не относится. Китайские товары могут вытеснить с рынка российских производителей, а китайские рабочие — резко изменить социальную и демографическую ситуацию на Дальнем Востоке. Кроме того, Москва опасается, что расширение торговли с Китаем закрепит неблагоприятную для России тенденцию: сейчас 95 % российского экспорта в Китай приходится на сырьевые товары, тогда как китайцы экспортируют в Россию в основном продукцию с высокой степенью переработки.
Наиболее решительно на сотрудничество с Китаем настроен Казахстан. Приоритет в данной сфере уделяется увеличению поставок казахстанских энергоресурсов (нефти) в Китай.
Китай считает, что приоритеты ШОС между антитеррористической и экономической деятельностью должны делиться поровну, а в перспективе экономическая стратегия может занять главное место в деятельности организации. Россия, напротив, настаивает на сохранении традиционной активности ШОС в области борьбы с терроризмом, экстремизмом и сепаратизмом. Китай же может быть не заинтересован в наращивании военной, антитеррористической составляющей в отличие от России и стран Центральной Азии, поскольку Китай в основном решил свою проблему (уйгурского) терроризма в Синьцзян-Уйгурском автономном районе.
Москва рассматривает экономическую интеграцию в зоне ШОС как более отдалённую цель, тогда как в настоящее время речь может идти только об отдельных субрегиональных интеграционных проектах между 2 или 3 странами с сопоставимыми экономиками. Пекин настаивает на создании единого интеграционного пространства в рамках ШОС уже в ближайшее время.
Китайские представители неофициально заявляют, что Россия тайно лоббирует интересы Индии в ШОС, пытаясь добиться для неё статуса наблюдателя или гостя.
В 2005 году, после попытки мятежа в Андижане (Узбекистан), появились сообщения о возможном намерении Китая создать военную базу в городе Ош (город, Кыргызстан) в качестве гарантии неповторения в Центральной Азии аналогичных событий.
Эта база может действовать под эгидой ШОС в качестве центра по борьбе с терроризмом или наркотрафиком.
Китай обеспокоен ситуацией в Кыргызстане и попыткой мятежа в Андижане, поскольку активность исламистов может дестабилизировать обстановку в соседнем Синьцзян-Уйгурском автономном районе КНР.

## Войны и вооружённые конфликты

### Вторая половина XX века
- Гражданская война в Китае
- Корейская война
- Китайско-индийская пограничная война (1962)
- Китайско-индийский пограничный конфликт (1967)
- Китайско-вьетнамский пограничный конфликт

## Общественное мнение
Результаты опросов общественного мнения, проведённых в 2006 году совместно Чикагским советом по международным отношениям и Азиатским обществом, показали, что 87 % китайских респондентов считает, что их стране должна принадлежать более важная роль в международных делах. Как показал опрос, большинство китайцев полагает, что международное влияние КНР через десятилетие не будет уступать американскому.

## Гуманитарная помощь со стороны КНР
- После цунами 2004 года в Азии Пекин выделил 95 миллионов долларов пострадавшим странам[23].
- В 2008 году Китай выделил более 10 млн долларов для устранения последствий циклона Наргис в Мьянме[23].